# .cw
.cw — запланований національний домен верхнього рівня Кюрасао (Нідерландські Антильські острови). Затверджено 15 грудня 2010. Це рішення було прийнято відразу після розпуску автономії Нідерландські Антильські острови та присвоєння 10 жовтня 2010 року Кюрасао нового статусу самоврядної держави у складі Королівства Нідерландів. Нині використовується національний домен верхнього рівня Нідерландських Антильських островів (.an).